# 2901 Bagehot
A 2901 Bagehot (ideiglenes jelöléssel 1973 DP) a Naprendszer kisbolygóövében található aszteroida. Luboš Kohoutek fedezte fel 1973. február 27-én.